# Cyanocorax sanblasianus
La chara de San Blas (Cyanocorax sanblasianus) es una especie de ave paseriforme perteneciente a la familia Corvidae endémica del suroeste de México.
Su hábitat natural son los bosques tropicales.